# Bornite
La bornite est une espèce minérale formée de sulfure de cuivre de formule Cu5FeS4 avec des traces d'argent, germanium, bismuth, indium et plomb. Elle peut donner des cristaux jusqu'à 6 cm.

## Inventeur et étymologie
Décrite en 1845 par le minéralogiste allemand Wilhelm Karl Ritter von Haidinger qui l'a dédiée au minéralogiste autrichien Ignaz von Born. 

## Topotype
Jáchymov (St Joachimsthal),  Région de Karlovy Vary, Bohème, République Tchèque

## Cristallographie
- Paramètres de la maille conventionnelle : {\displaystyle a} = 10,95 Å, {\displaystyle b} = 21,862 Å, {\displaystyle c} = 10,95, Å ; Z = 16 ; V = 2 621,31 Å3
- Densité calculée = 5,09 g cm−3

## Gîtologie
- Disséminée dans les roches ignées intrusives
- Dans les pegmatites
- Dans les veines minéralisées des minerais de cuivre primaires et secondaires.

### Minéraux associés
Chalcopyrite, pyrite, sulfures de fer et de cuivre, grenats, calcite, wollastonite, quartz.

## Synonymie
- Chalcomiklite (Blomstrand 1870)[5],[6]
- Cuivre panaché[7]
- Cuivre pyriteux hépatique (Haüy)[8],[9]
- Cuivre pyriteux panaché (Brongniart)[9],[10]
- Double sulfure de fer et de cuivre à cassure de nickel (Bournon)[9]
- Érubescite (James Dwight Dana, 1850)[11],[12]
- Mine de cuivre hépatique (Romé de L'Isle)[13]
- Mine de cuivre panachée (Brochant)[14]
- Mine de cuivre violette azurée (Romé de L'Isle)[9]
- Phillipsine (déformation du terme phillipsite de Beudant)
- Phillipsite (Beudant 1830) Beudant avait dédié cette espèce au chimiste et géologue anglais William Phillips qui est l'auteur de la première analyse chimique de cette espèce[15].
- Poikilite[16]

## Gisements remarquables
- Autriche

Mont Weißspitze, Frosnitz, Vallée de Tauern, Est Tyrol
- Belgique

Carrière de porphyre, Lessines, Soignies, Province de Hainaut
- Canada

Mine Marbridge, La Motte, Abitibi RCM, Abitibi-Témiscamingue, Québec
- France

Les Montmins (Veine Ste Barbe ), Échassières, Ébreuil, Allier, Auvergne
Mine de Saint-Salvy, Saint-Salvy-de-la-Balme, Tarn, Midi-Pyrénées